# Тотия
Тотия (кирг. Тотия) — село в Сузакском районе Джалал-Абадской области. Входит состав. Барпынский айылный округ

## География
Село расположено в 8 км юго-западнее от города Джалал-Абад и в 2 км близости от автомагистраля Бишкек — Ош, которая соединяет столицу Бишкек с городом Ош и южной частю страны.

## Климат
Климат субтропический, сухой, с жарким (абсолютный максимум +42 ˚С) летом, солнечной осенью с редкими ливневыми дождями и мягкой зимой с повышенной влажностью и средней температурой около 0 ˚С. Относительная влажность с июня по октябрь небольшая — 30 %, в жаркие летние месяцы ещё ниже. Осадков за год выпадает около 460 мм. Удаленность от значительных водных пространств обуславливает континентальность и засушливость климата. Среднегодовая температура составляет +13 °С, в июле +25…+30 °С, в январе −3…−5 °С.